# Armstrong Tower
Armstrong Tower (auch: Alpine Tower) ist ein etwa 130 Meter hoher Gitterturm in Alpine im US-Bundesstaat New Jersey. Er wurde im Zuge der ersten Versuche mit FM-Radio durch Edwin Howard Armstrong 1938 gebaut und benutzt. 
Nach der Zerstörung des World Trade Centers 2001 wichen etliche New Yorker Fernsehstationen auf den Armstrong Tower als Standort ihrer Sendeanlagen aus. Vorteilhaft für diese Nutzung war die gute Zugänglichkeit der Anlage, von der aus man weite Teile New Yorks überblicken kann. Allerdings erwies sich der Standort für dauerhafte Nutzung schnell als nunmehr ungeeignet, da die seit 1938 hinzugekommenen Wolkenkratzer die Signale in mehreren New Yorker Stadtteilen zu sehr dämpften. Heute wird der Turm überwiegend für Richtfunkanlagen benutzt.